# Поатје
Поатје или Поатјер (фр. Poitiers, локални дијалекат: Potchiers) је град у Француској. Главни је град депармана Вијена и региона Нова Аквитанија. По подацима из 2006. године број становника у месту је био 88.776. Познат је као универзитетски град са више од 27.000 студената.
Град лежи на реци Клен.

## Историја
За време старог Рима Поатје је био значајан град са великим амфитеатром и купатилима.
У Бици код Поатјеа од 10. октобра 732. франачки вођа Карло Мартел је зауставио продор Мавара ка средњој Европи.
Француски краљ Жан II Добри је поражен и заробљен од Енглеза у бици код Поатјеа 1356. После тога је живео као краљевски заробљеник у Енглеској. Шарл VII је 1432. основао Универзитет у Поатјеу (други најстарији у Француској). Поатје је био главни град историјске области Поату, одакле су владали грофови од Поатјеа.

## Географија

### Клима
| Клима (Поатје)              | Клима (Поатје) | Клима (Поатје) | Клима (Поатје) | Клима (Поатје) | Клима (Поатје) | Клима (Поатје) | Клима (Поатје) | Клима (Поатје) | Клима (Поатје) | Клима (Поатје) | Клима (Поатје) | Клима (Поатје) | Клима (Поатје) |
| Показатељ \ Месец           | .Јан.          | .Феб.          | .Мар.          | .Апр.          | .Мај.          | .Јун.          | .Јул.          | .Авг.          | .Сеп.          | .Окт.          | .Нов.          | .Дец.          | .Год.          |
| --------------------------- | -------------- | -------------- | -------------- | -------------- | -------------- | -------------- | -------------- | -------------- | -------------- | -------------- | -------------- | -------------- | -------------- |
| Апсолутни максимум, °C (°F) | 17,7 (63,9)    | 21,8 (71,2)    | 25,1 (77,2)    | 29,3 (84,7)    | 33,6 (92,5)    | 38,0 (100,4)   | 40,8 (105,4)   | 39,6 (103,3)   | 34,8 (94,6)    | 30,9 (87,6)    | 22,4 (72,3)    | 19,0 (66,2)    | 40,8 (105,4)   |
| Средњи максимум, °C (°F)    | 7,6 (45,7)     | 9,4 (48,9)     | 12,4 (54,3)    | 14,8 (58,6)    | 18,9 (66)      | 22,3 (72,1)    | 25,4 (77,7)    | 25,4 (77,7)    | 21,9 (71,4)    | 16,9 (62,4)    | 11,2 (52,2)    | 8,4 (47,1)     | 16,2 (61,2)    |
| Просек, °C (°F)             | 4,5 (40,1)     | 5,5 (41,9)     | 7,6 (45,7)     | 9,7 (49,5)     | 13,7 (56,7)    | 16,7 (62,1)    | 19,4 (66,9)    | 19,2 (66,6)    | 16,2 (61,2)    | 12,2 (54)      | 7,4 (45,3)     | 5,3 (41,5)     | 11,5 (52,7)    |
| Средњи минимум, °C (°F)     | 1,5 (34,7)     | 1,3 (34,3)     | 3,1 (37,6)     | 4,9 (40,8)     | 8,6 (47,5)     | 11,5 (52,7)    | 13,4 (56,1)    | 13,1 (55,6)    | 10,4 (50,7)    | 8,2 (46,8)     | 4 (39)         | 2 (36)         | 6,9 (44,4)     |
| Апсолутни минимум, °C (°F)  | −17,9 (−0,2)   | −17,3 (0,9)    | −13,1 (8,4)    | −5,6 (21,9)    | −2,7 (27,1)    | 0,8 (33,4)     | 1,5 (34,7)     | 0,8 (33,4)     | 0,8 (33,4)     | −6,5 (20,3)    | −10,0 (14)     | −16,5 (2,3)    | −17,9 (−0,2)   |
| Количина падавина, mm (in)  | 62,7 (24,69)   | 54,3 (21,38)   | 46,8 (18,43)   | 53,9 (21,22)   | 69,9 (27,52)   | 46,4 (18,27)   | 47,3 (18,62)   | 39,8 (15,67)   | 59 (23,2)      | 64,5 (25,39)   | 69,9 (27,52)   | 72,9 (28,7)    | 687,4 (270,63) |
| [ тражи се извор ]          |                |                |                |                |                |                |                |                |                |                |                |                |                |

## Демографија
| 1962.  | 1968.  | 1975.  | 1982.  | 1990.  | 1999.  | 2006.  | 2011.  |
| ------ | ------ | ------ | ------ | ------ | ------ | ------ | ------ |
| 62.178 | 70.681 | 81.313 | 79.350 | 78.894 | 83.448 | 88.776 | 87.906 |

## Знаменитости
У Поатјеу постоји 78 заштићених споменика културе, посебно из доба романике.
- Крстионица Сен-Жан из 4. века, друга најстарија црква у Француској
- Палата правде у Поатјеу је била седиште Војвода Аквитаније
- Црква Нотр Дам ла Гранд најстарија романичка црква у Европи
- Катедрала у Поатјеу (Катедрала светог Петра) из 12. века
- Музеј Сен Кроа
- Црква Сен Илер ле Гранд (11. век)
- Футуроскоп је забавни парк који презентује модерну визуелну технологију за комуникацију. Налази се на око 10 километара северно од Поатјеа.

## Партнерски градови
- Јаши
- Марбург
- Нортхемптон
- Коимбра
- Јарослављ